# 心海
『心海』(しんかい)は、2002年9月13日に発売したGacktのライブ・ビデオ兼ドキュメンタリー映像。発売元は日本クラウン。

## 概要
- 8か所9公演を行ったライブツアー『Gackt Live House Tour 2002 Dears Presents Special Talk&Live Addition』のドキュメンタリーとライブで演奏されたうちの3曲が収録されている。

## 収録曲
1. Doomsday
2. Fragrance
3. Missing